# Кула (тарот карта)
Кула (XVI) (најчешће коришћено савремено име) је 16. адут или карта Велике Аркане у већини тарот шпилова италијанског стила. У тарот картама се користи од 15. века, као и приликом прорицања од средине 19. века.

## Историја
Ова карта следи одмах иза Ђавола у свим таротима који је садрже и повезана је са изненадним, реметилачким открићем и потенцијално деструктивном променом. Неки рано осликани шпилови, као што је Висконти-Сфорца тарот, га не садрже, а неке варијанте тарота које се користе за играње га изостављају.
Рано штампани шпилови који чувају све своје карте садрже Торањ. У овим шпиловима карта носи више различитих имена и дизајна. У палуби Минцхиате, слика која се обично приказује је двоје голих или оскудно одевених људи који беже кроз отворена врата зграде која изгледа као запаљена. У неким белгијским таротима и тароту Жака Вивила из 17. века, карта се зове La Foudre или La Foudre („Муња“), и приказује дрво које је ударио гром. У париском тароту (17. век), приказана је слика ђавола који удара у своје бубњеве, испред онога што изгледа као уста пакла; карта се и даље зове La Foudre . Тарот из Марсеја спаја ова два концепта и приказује запаљени торањ који је ударио гром или ватра са неба, а њен горњи део је померен и урушен. Два мушкарца су приказана у слободном паду наспрам поља разнобојних лоптица.  Верзија Памеле Колман Смит заснована је на слици Марсеја, са малим ватреним језицима у облику хебрејских слова јода који замењују куглице. 
Различита објашњења за слике на картици су покушана. На пример, то може бити референца на библијску причу о Вавилонској кули, где Бог уништава кулу коју је изградило човечанство да би стигло на небо. Алтернативно, мучења пакла била је честа тема у литургијској драми касног средњег века, а пакао се могао приказати као велика врата коју је разбио Исус Христ. Минчијате верзија шпила може представљати протеривање Адама и Еве из Рајског врта.

## Симболизам
Торањ се понекад тумачи као опасност, криза, изненадна промена, уништење, више учења и ослобођење.  У шпилу Рајдер-Вејт, врх Куле је круна, која симболизује материјалистичку мисао која се купује јефтино. 
Кула је повезана са планетом Марс.

Према књизи А. Е. Вејта из 1910. године Сликовни кључ тарота, карта Кула је повезана са:
16. КУЛА. -- Беда, туга, потреба, невоља, несрећа, срамота, обмана, пропаст. То је карта посебно непредвиђене катастрофе. Обратно: немар, одсуство, расподела, нехајност, расејаност, апатија, ништавност, сујета.

## Алтернативни шпилови
- Фламански шпил Ванденбора ( око 1750–1760 ) преименује у La Foudre („Тхе Тхундерболт“). Приказује уплашеног пастира како се савија испод запаљеног дрвета расцепљеног ударом грома док овце пасу у његовом подножју.
- У тарот шпилу Ен Рајс карта Кула приказује Арманда у Вампирским хроникама.
- У X/1999, Кула је Токико Магами & Тоору Схироу.
- У митском тарот шпилу, Кулу је приказао Посејдон .
- У систему Златна зора одговара хебрејском слову Пех, а у француском систему одговара Ајин.[10]
- У тарот шпилу Твин Пикса од Бена Мекија, карта Торањ приказује уништење Пакардове пилане из 7. епизоде .